# Suzanne Sarroca
Répertoire
Tosca
Carmen
Cavalleria rusticana
Aïda
Les Contes d'Hoffmann
Scènes principales
Opéra de Paris
Capitole de Toulouse
Suzanne Sarroca est une cantatrice (soprano) française née le 21 avril 1927 à Carcassonne (Aude) où elle est morte le 15 septembre 2023.

## Biographie

### Jeunesse et formation
Née le 21 avril 1927 à Carcassonne, Suzanne Sarroca passe sa jeunesse dans le quartier populaire de la Trivalle, au pied de la Cité médiévale. Elle est la fille de Paul Sarroca, cheminot de son état, et de Françoise Turet dite Paquita , épicière et couturière. Ses grands-parents, originaires d'Espagne, ont émigré à Carcassonne à la fin du XIXe siècle. Elle fréquente l'école communale de la Cité, puis le lycée des jeunes filles. 
En 1942, elle décroche avec quelques camarades le portrait du maréchal Pétain installé dans l'établissement. Ceci lui vaut d'être blâmée par la directrice qui convoque ses parents. A la Libération, juchée sur une table du café Chez Félix, elle chante la Marseillaise. Le film La Malibran de Sacha Guitry lui donne envie de chanter. Sa voix est remarquée par l'un de ses professeurs qui lui conseille de s'inscrire au conservatoire de Toulouse, ce qu'elle fait en 1946. Encouragée par sa mère, elle entre dans la classe de chant de Claude Jean et de solfège de Guy Lhomme. Elle y étudie jusqu'en 1948 aux côtés de Mady Mesplé.

### Carrière lyrique
Suzanne Sarroca commence sa carrière en tant que mezzo-soprano à Carcassonne en 1949 dans le rôle de Charlotte de Werther, rôle qu'elle reprend la même année au Capitole de Toulouse. En 1951, elle chante Carmen à La Monnaie de Bruxelles,. 
Elle aborde ensuite les grands emplois de sopranos dramatiques (voire lyriques) et fait, en 1952, des débuts remarqués dans le rôle-titre de Tosca de Giacomo Puccini à l'Opéra de Paris, établissement au sein duquel elle chante notamment, tant à l'Opéra Garnier qu'à l'Opéra-Comique :
- Rezia dans Oberon de Carl Maria von Weber ;
- Senta dans Der fliegende Holländer de Richard Wagner ;
- Santuzza dans Cavalleria rusticana de Pietro Mascagni ;
- le rôle-titre d'Aïda de Giuseppe Verdi[3] ;
- Musetta dans La Bohème de Giaccomo Puccini ;
- Elisabeth dans Don Carlo de Giuseppe Verdi[5].

Elle crée la tragédie lyrique Numance d'Henry Barraud, interprète le rôle-titre de Louise de Gustave Charpentier, Blanche de la Force dans Dialogues des carmélites, Tatiana dans Eugène Onegin et Octavian dans Der Rosenkavalier aux côtés de Régine Crespin ou d'Elisabeth Schwarzkopf,.
Elle déploie pendant plus de trente ans une activité dans les grands théâtres de province : Toulouse, Strasbourg, Marseille (Donna Anna dans Don Giovanni en 1956), Bordeaux et Nice (Tosca avec Franco Corelli en 1970).
Particulièrement recherchée à l'étranger pour ses incarnations de Tosca, d'Aïda et d'Elisabeth, elle triomphe dans ces rôles à Buenos Aires, Bruxelles, Genève, Rome, Rio, Naples, Londres (Covent Garden en 1958-59 et 1964-65).[réf. nécessaire]
À partir de 1973, sous l'invitation de Rolf Liebermann, elle se produit à nouveau régulièrement à l'Opéra de Paris.
À partir des années 1980, elle abordera à nouveau certains rôles de mezzo, notamment mère Marie de l'Incarnation dans Dialogues des Carmélites à Strasbourg en 1982.
Elle se consacre également à l'enseignement en tant que directrice de l'Atelier lyrique de l'Opéra du Rhin de 1983 et 1985, et professeur au conservatoire du 9e arrondissement de Paris jusqu'en 1992[réf. nécessaire].

### Mort

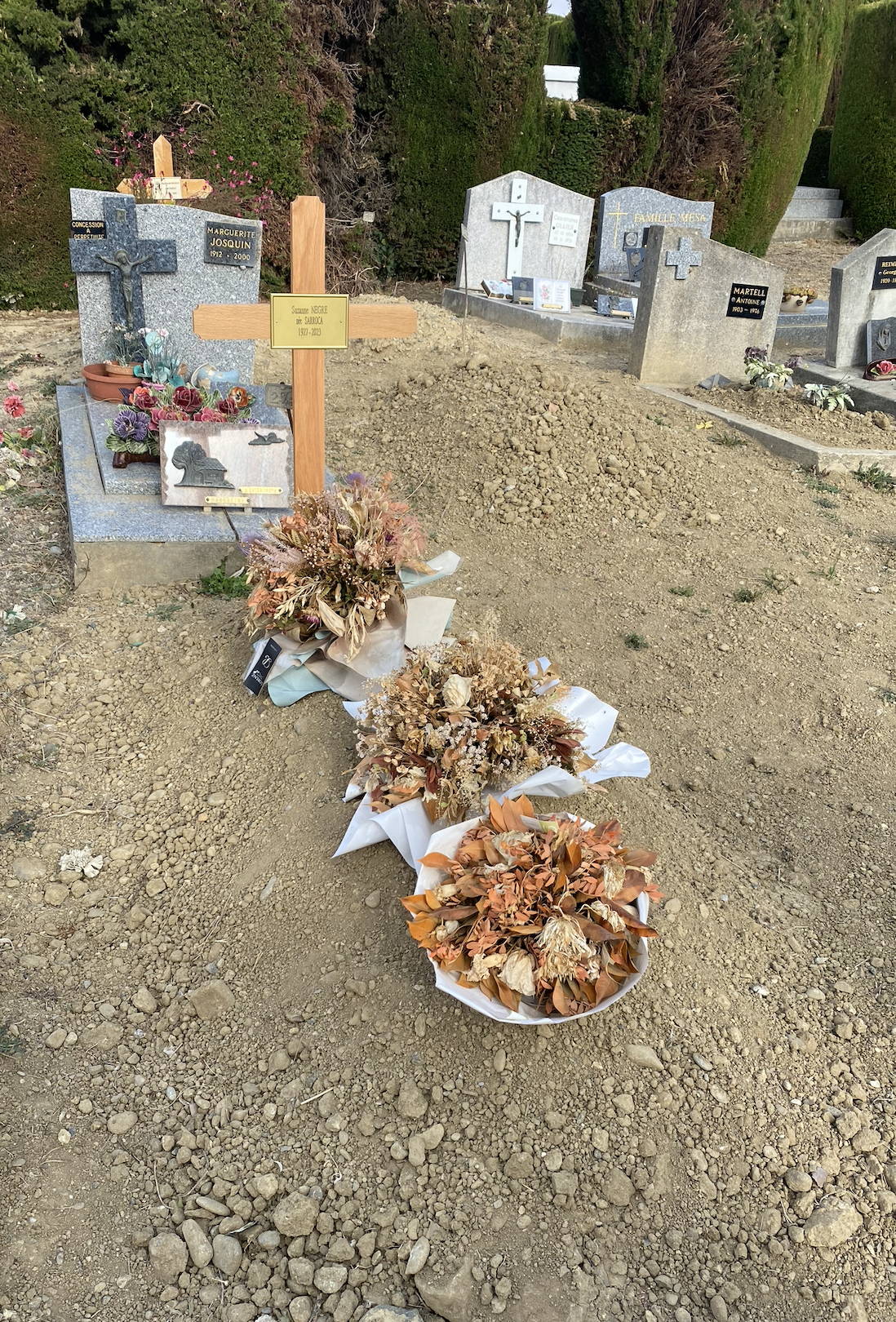
Sépulture de Suzanne Sarroca.

Doyenne des cantatrices françaises, Suzanne Sarroca meurt le 15 septembre 2023 dans une maison de retraite de Carcassonne, à l'âge de 96 ans,. Elle est inhumée au cimetière la Conte de Carcassonne,.

### Vie privée
Suzanne Sarroca a été mariée au chanteur Louis Négre (1903-1962) jusqu'à la mort de ce dernier. Elle a adopté une fille, Cécile, en 1969. 

## Répertoire
Suzanne Sarroca a interprété notamment les rôles suivants au sein de l'Opéra de Paris :
- Blanche dans Dialogues des carmélites de Francis Poulenc en 1972 ;
- Mélisande dans Ariane et Barbe-Bleue de Paul Dukas en 1975-1976 ;
- Musetta dans La Bohème de Giacomo Puccini en 1974-1975 puis en 1977 ;
- Giulietta dans Les Contes d'Hoffmann de Jacques Offenbach en 1974-1975 puis de 1978 à 1980 (mise en scène de Patrice Chéreau)[3] ;
- Elisabetta di Valois dans Don Carlo de Giuseppe Verdi (version italienne) en 1975 ;
- Junon dans  Platée de Jean-Philippe Rameau en 1977 ;
- Mme Western dans Tom Jones de Philidor en 1979 ;
- Erwartung d'Arnold Schönberg en 1980.

Parmi ses nombreuses prises de rôle, on peut encore citer Marguerite dans Faust de Gounod et La Damnation de Faust de Berlioz.

## Discographie
Suzanne Sarroca a enregistré des extraits de Cavalleria rusticana (rôle de Santuzza) avec Alain Vanzo et des Contes d'Hoffmann (Giulietta) publiés chez Adès. 
Elle a également enregistré Tosca en français avec Gustave Botiaux et Adrien Legros. Un autre témoignage de ce rôle existe en LP chez London avec José Luccioni. 
Son interprétation de Balkis dans La Reine de Saba de Gounod aux côtés de Gilbert Py et Gérard Serkoyan (Toulouse, 1970) est disponible chez Gala. 
Dans le volume consacré au chant français de l'Encyclopédie sur CD-ROM de Richters, on peut entendre ses intégrales de Salomé dans Hérodiade de Jules Massenet (1963) et d’Élisabeth de Don Carlos (1968, version originale française). 
Son interprétation de Rachel dans La Juive d'Halévy lors d'un concert au Carnegie Hall avec Richard Tucker en 1964 a été brièvement disponible en CD, ainsi que de larges extraits de Monna Vanna de Henry Février[réf. nécessaire].